# Sepiaträdklättrare
Sepiaträdklättrare (Dendrocincla fuliginosa) är en fågel i familjen ugnfåglar inom ordningen tättingar.

## Utseende
Sepiaträdklättraren är en medelstor trädklättrare. Den känns igen på enfärgat varmbrun fjäderdräkt utan streckning. Ansiktsteckningen är distinkt, med ett mörkt mustaschstreck och ljust gråaktig kind. Näbbem är rätt kort för en trädklättrare och dessutom helmörk.

## Utbredning och systematik
Sepiaträdklättrare delas in i elva underarter:
- D. f. ridgwayi – förekommer från tropiska sydöstra Honduras till västra Colombia, västra Ecuador och nordvästra Peru
- D. f. lafresnayei – förekommer i norra och östra Colombia och angränsande nordvästra Venezuela
- D. f. meruloides – förekommer i kustnära norra Venezuela och Trinidad och Tobago
- D. f. barinensis – förekommer i llanos i norra Colombia och västra centrala Venezuela
- D. f. deltana – förekommer i nordöstra Venezuela (floden Orinocos delta)
- D. f. phaeochroa – förekommer från Amazonområdet i östra Colombia till östra Ecuador, östra Peru och nordvästra Brasilien
- D. f. neglecta – förekommer i västra Amazonområdet från östra Ecuador och östra Peru till västra Brasilien
- D. f. fuliginosa – förekommer från sydöstra Venezuela till Guyanaregionen och närliggande norra Brasilien
- D. f. rufoolivacea – förekommer i östra Amazonområdet i Brasilien, från floden Tapajós till norra Maranhão
- D. f. atrirostris – förekommer från sydöstra Peru till norra och östra Bolivia och sydvästra Brasilien (Mato Grosso)
- D. f. trumaii – förekommer lokalt i södra Amazonområdet i Brasilien vid övre delen av Xingufloden

Tidigare behandlades trastträdklättrare (Dendrocincla turdina) som en underart till sepiaträdklättare.

## Levnadssätt
Sepiaträdklättraren är huvudsakligen en skogsfågel. Den ses vanligen inte uppe i trädtaket utan föredrar skogens nedre och mellersta skikt. Den ses oftast tillsammans med kringvandrande artblandade flockar.

## Status och hot
Arten har ett stort utbredningsområde, men tros minska i antal, dock inte tillräckligt kraftigt för att den ska betraktas som hotad. Internationella naturvårdsunionen IUCN listar arten som livskraftig (LC). Beståndet uppskattas till i storleksordningen fem till 50 miljoner vuxna individer.